# Simbar-Szipak
Simbar-Szipak (kas. Simbar-Šipak) – pierwszy władca Babilonii z II dynastii z Kraju Nadmorskiego. Według Babilońskiej listy królów A panować miał przez osiemnaście lat. Jego rządy datowane są na lata 1025-1008 p.n.e. Wywodził się najprawdopodobniej z Kraju Nadmorskiego, choć jego kasyckie imię zdaje się wskazywać na kasyckie pochodzenie. Jedna z kronik nowobabilońskich przypisuje mu odbudowę świątyń uszkodzonych w wyniku najazdów Aramejczyków. Współczesne mu źródła pisane zdają się wskazywać, iż kontrolował on w przybliżeniu ten sam obszar, co królowie z II dynastii z Isin. Zmarł gwałtowną śmiercią, najprawdopodobniej w wyniku rewolty pałacowej.